# نانا أوبيري إيبوا
نانا أوبيري إيبوا (بالإنجليزية: Nana Obiri Yeboah)‏ (مواليد 28 مارس 1983) هُو مُخرج أفلام غاني.

## وصلات خارجية
- نانا أوبيري إيبوا في قاعدة بيانات الأفلام على الإنترنت